# Krasocin
Krasocin è un comune rurale polacco del distretto di Włoszczowa, nel voivodato della Santacroce.
Ricopre una superficie di 193,89 km² e nel 2004 contava 10 804 abitanti.